# McMahon (worstelfamilie)
De McMahon worstelfamilie zijn de oprichters en eigenaars van World Wrestling Entertainment (WWE).
Het begon toen Roderick McMahon, bekend als "Jess", worstelshows promootte in 1925. Toen hij stierf in 1954, nam zijn zoon, Vincent J. McMahon, de business over. Vincent J. had twee vrouwen, Vickie en Juanita. Toen Vincent J. overleed in 1984, nam zijn zoon vanuit zijn eerste huwelijk, Vincent K. McMahon, de business over en is momenteel de voorzitter van de WWE.
Vince en Linda's kinderen zijn Shane en Stephanie. Shane is getrouwd met Marissa Mazzola en Stephanie is getrouwd met Paul Levesque, beter bekend als Triple H.
Stephanie en Triple H hebben drie dochters, Aurora Rose Levesque, Murphy Claire Levesque en Vaughn Evelyn Levesque. Shane en Marissa hebben drie zonen, Declan James McMahon, Keynon Jesse McMahon en Rogan McMahon.
Linda McMahon deed een stap terug als CEO om zich te concentreren in de politiek en ook Shane McMahon verliet de WWE. Dit betekende dat Vince McMahon en Stephanie McMahon de enige twee leden zijn die geboren zijn uit de McMahon familie die nog werken voor de WWE.

## Stamboom
|  |  |                             |                             |                             |                             |                             |                             |                            |                            | Roderick James "Jess" McMahon (1882–1954) | Roderick James "Jess" McMahon (1882–1954) | Roderick James "Jess" McMahon (1882–1954) | Roderick James "Jess" McMahon (1882–1954) | Roderick James "Jess" McMahon (1882–1954) | Roderick James "Jess" McMahon (1882–1954) |                                   |                                   | Rose E. Davis (1892–1997)         | Rose E. Davis (1892–1997)         | Rose E. Davis (1892–1997)  | Rose E. Davis (1892–1997)  | Rose E. Davis (1892–1997)       | Rose E. Davis (1892–1997)       |                                 |                                 |                                 |                                 |                             |                             |                                |                                |                                |                                |                                |                                |                               |                               |                                         |                                         |                                         |                                         |                                         |                                         |                               |                               |                               |                               |
|  |  |                             |                             |                             |                             |                             |                             |                            |                            | Roderick James "Jess" McMahon (1882–1954) | Roderick James "Jess" McMahon (1882–1954) | Roderick James "Jess" McMahon (1882–1954) | Roderick James "Jess" McMahon (1882–1954) | Roderick James "Jess" McMahon (1882–1954) | Roderick James "Jess" McMahon (1882–1954) |                                   |                                   | Rose E. Davis (1892–1997)         | Rose E. Davis (1892–1997)         | Rose E. Davis (1892–1997)  | Rose E. Davis (1892–1997)  | Rose E. Davis (1892–1997)       | Rose E. Davis (1892–1997)       |                                 |                                 |                                 |                                 |                             |                             |                                |                                |                                |                                |                                |                                |                               |                               |                                         |                                         |                                         |                                         |                                         |                                         |                               |                               |                               |                               |
|  |  |                             |                             |                             |                             |                             |                             |                            |                            |                                           |                                           |                                           |                                           |                                           |                                           |                                   |                                   |                                   |                                   |                            |                            |                                 |                                 |                                 |                                 |                                 |                                 |                             |                             |                                |                                |                                |                                |                                |                                |                               |                               |                                         |                                         |                                         |                                         |                                         |                                         |                               |                               |                               |                               |
|  |  |                             |                             |                             |                             | Victoria Askew (born 1920)  | Victoria Askew (born 1920)  | Victoria Askew (born 1920) | Victoria Askew (born 1920) | Victoria Askew (born 1920)                | Victoria Askew (born 1920)                |                                           |                                           | Vincent James McMahon (1914–1984)         | Vincent James McMahon (1914–1984)         | Vincent James McMahon (1914–1984) | Vincent James McMahon (1914–1984) | Vincent James McMahon (1914–1984) | Vincent James McMahon (1914–1984) |                            |                            | Juanita W. Johnston (1914–1998) | Juanita W. Johnston (1914–1998) | Juanita W. Johnston (1914–1998) | Juanita W. Johnston (1914–1998) | Juanita W. Johnston (1914–1998) | Juanita W. Johnston (1914–1998) |                             |                             |                                |                                |                                |                                |                                |                                |                               |                               |                                         |                                         |                                         |                                         |                                         |                                         |                               |                               |                               |                               |
|  |  |                             |                             |                             |                             | Victoria Askew (born 1920)  | Victoria Askew (born 1920)  | Victoria Askew (born 1920) | Victoria Askew (born 1920) | Victoria Askew (born 1920)                | Victoria Askew (born 1920)                |                                           |                                           | Vincent James McMahon (1914–1984)         | Vincent James McMahon (1914–1984)         | Vincent James McMahon (1914–1984) | Vincent James McMahon (1914–1984) | Vincent James McMahon (1914–1984) | Vincent James McMahon (1914–1984) |                            |                            | Juanita W. Johnston (1914–1998) | Juanita W. Johnston (1914–1998) | Juanita W. Johnston (1914–1998) | Juanita W. Johnston (1914–1998) | Juanita W. Johnston (1914–1998) | Juanita W. Johnston (1914–1998) |                             |                             |                                |                                |                                |                                |                                |                                |                               |                               |                                         |                                         |                                         |                                         |                                         |                                         |                               |                               |                               |                               |
|  |  |                             |                             |                             |                             |                             |                             |                            |                            |                                           |                                           |                                           |                                           |                                           |                                           |                                   |                                   |                                   |                                   |                            |                            |                                 |                                 |                                 |                                 |                                 |                                 |                             |                             |                                |                                |                                |                                |                                |                                |                               |                               |                                         |                                         |                                         |                                         |                                         |                                         |                               |                               |                               |                               |
|  |  |                             |                             |                             |                             |                             |                             |                            |                            | Vincent Kennedy McMahon (1945)            | Vincent Kennedy McMahon (1945)            | Vincent Kennedy McMahon (1945)            | Vincent Kennedy McMahon (1945)            | Vincent Kennedy McMahon (1945)            | Vincent Kennedy McMahon (1945)            |                                   |                                   | Linda Marie Edwards (1948)        | Linda Marie Edwards (1948)        | Linda Marie Edwards (1948) | Linda Marie Edwards (1948) | Linda Marie Edwards (1948)      | Linda Marie Edwards (1948)      |                                 |                                 |                                 |                                 |                             |                             |                                |                                |                                |                                |                                |                                |                               |                               |                                         |                                         |                                         |                                         |                                         |                                         |                               |                               |                               |                               |
|  |  |                             |                             |                             |                             |                             |                             |                            |                            | Vincent Kennedy McMahon (1945)            | Vincent Kennedy McMahon (1945)            | Vincent Kennedy McMahon (1945)            | Vincent Kennedy McMahon (1945)            | Vincent Kennedy McMahon (1945)            | Vincent Kennedy McMahon (1945)            |                                   |                                   | Linda Marie Edwards (1948)        | Linda Marie Edwards (1948)        | Linda Marie Edwards (1948) | Linda Marie Edwards (1948) | Linda Marie Edwards (1948)      | Linda Marie Edwards (1948)      |                                 |                                 |                                 |                                 |                             |                             |                                |                                |                                |                                |                                |                                |                               |                               |                                         |                                         |                                         |                                         |                                         |                                         |                               |                               |                               |                               |
|  |  |                             |                             |                             |                             |                             |                             |                            |                            |                                           |                                           |                                           |                                           |                                           |                                           |                                   |                                   |                                   |                                   |                            |                            |                                 |                                 |                                 |                                 |                                 |                                 |                             |                             |                                |                                |                                |                                |                                |                                |                               |                               |                                         |                                         |                                         |                                         |                                         |                                         |                               |                               |                               |                               |
|  |  |                             |                             |                             |                             |                             |                             |                            |                            |                                           |                                           |                                           |                                           |                                           |                                           |                                   |                                   |                                   |                                   |                            |                            |                                 |                                 |                                 |                                 |                                 |                                 |                             |                             |                                |                                |                                |                                |                                |                                |                               |                               |                                         |                                         |                                         |                                         |                                         |                                         |                               |                               |                               |                               |
|  |  | Marissa Ann Mazzola (1973)  | Marissa Ann Mazzola (1973)  | Marissa Ann Mazzola (1973)  | Marissa Ann Mazzola (1973)  | Marissa Ann Mazzola (1973)  | Marissa Ann Mazzola (1973)  |                            |                            | Shane Brandon McMahon (1970)              | Shane Brandon McMahon (1970)              | Shane Brandon McMahon (1970)              | Shane Brandon McMahon (1970)              | Shane Brandon McMahon (1970)              | Shane Brandon McMahon (1970)              |                                   |                                   |                                   |                                   |                            |                            |                                 |                                 |                                 |                                 |                                 |                                 |                             |                             | Stephanie Marie McMahon (1976) | Stephanie Marie McMahon (1976) | Stephanie Marie McMahon (1976) | Stephanie Marie McMahon (1976) | Stephanie Marie McMahon (1976) | Stephanie Marie McMahon (1976) |                               |                               | Paul Michael "Triple H" Levesque (1969) | Paul Michael "Triple H" Levesque (1969) | Paul Michael "Triple H" Levesque (1969) | Paul Michael "Triple H" Levesque (1969) | Paul Michael "Triple H" Levesque (1969) | Paul Michael "Triple H" Levesque (1969) |                               |                               |                               |                               |
|  |  | Marissa Ann Mazzola (1973)  | Marissa Ann Mazzola (1973)  | Marissa Ann Mazzola (1973)  | Marissa Ann Mazzola (1973)  | Marissa Ann Mazzola (1973)  | Marissa Ann Mazzola (1973)  |                            |                            | Shane Brandon McMahon (1970)              | Shane Brandon McMahon (1970)              | Shane Brandon McMahon (1970)              | Shane Brandon McMahon (1970)              | Shane Brandon McMahon (1970)              | Shane Brandon McMahon (1970)              |                                   |                                   |                                   |                                   |                            |                            |                                 |                                 |                                 |                                 |                                 |                                 |                             |                             | Stephanie Marie McMahon (1976) | Stephanie Marie McMahon (1976) | Stephanie Marie McMahon (1976) | Stephanie Marie McMahon (1976) | Stephanie Marie McMahon (1976) | Stephanie Marie McMahon (1976) |                               |                               | Paul Michael "Triple H" Levesque (1969) | Paul Michael "Triple H" Levesque (1969) | Paul Michael "Triple H" Levesque (1969) | Paul Michael "Triple H" Levesque (1969) | Paul Michael "Triple H" Levesque (1969) | Paul Michael "Triple H" Levesque (1969) |                               |                               |                               |                               |
|  |  |                             |                             |                             |                             |                             |                             |                            |                            |                                           |                                           |                                           |                                           |                                           |                                           |                                   |                                   |                                   |                                   |                            |                            |                                 |                                 |                                 |                                 |                                 |                                 |                             |                             |                                |                                |                                |                                |                                |                                |                               |                               |                                         |                                         |                                         |                                         |                                         |                                         |                               |                               |                               |                               |
|  |  |                             |                             |                             |                             |                             |                             |                            |                            |                                           |                                           |                                           |                                           |                                           |                                           |                                   |                                   |                                   |                                   |                            |                            |                                 |                                 |                                 |                                 |                                 |                                 |                             |                             |                                |                                |                                |                                |                                |                                |                               |                               |                                         |                                         |                                         |                                         |                                         |                                         |                               |                               |                               |                               |
|  |  | Declan James McMahon (2004) | Declan James McMahon (2004) | Declan James McMahon (2004) | Declan James McMahon (2004) | Declan James McMahon (2004) | Declan James McMahon (2004) |                            |                            | Kenyon Jesse McMahon (2006)               | Kenyon Jesse McMahon (2006)               | Kenyon Jesse McMahon (2006)               | Kenyon Jesse McMahon (2006)               | Kenyon Jesse McMahon (2006)               | Kenyon Jesse McMahon (2006)               |                                   |                                   | Rogan McMahon (2010)              | Rogan McMahon (2010)              | Rogan McMahon (2010)       | Rogan McMahon (2010)       | Rogan McMahon (2010)            | Rogan McMahon (2010)            |                                 |                                 | Aurora Rose Levesque (2006)     | Aurora Rose Levesque (2006)     | Aurora Rose Levesque (2006) | Aurora Rose Levesque (2006) | Aurora Rose Levesque (2006)    | Aurora Rose Levesque (2006)    |                                |                                | Murphy Claire Levesque (2008)  | Murphy Claire Levesque (2008)  | Murphy Claire Levesque (2008) | Murphy Claire Levesque (2008) | Murphy Claire Levesque (2008)           | Murphy Claire Levesque (2008)           |                                         |                                         | Vaughn Evelyn Levesque (2010)           | Vaughn Evelyn Levesque (2010)           | Vaughn Evelyn Levesque (2010) | Vaughn Evelyn Levesque (2010) | Vaughn Evelyn Levesque (2010) | Vaughn Evelyn Levesque (2010) |